# Київський Діалог

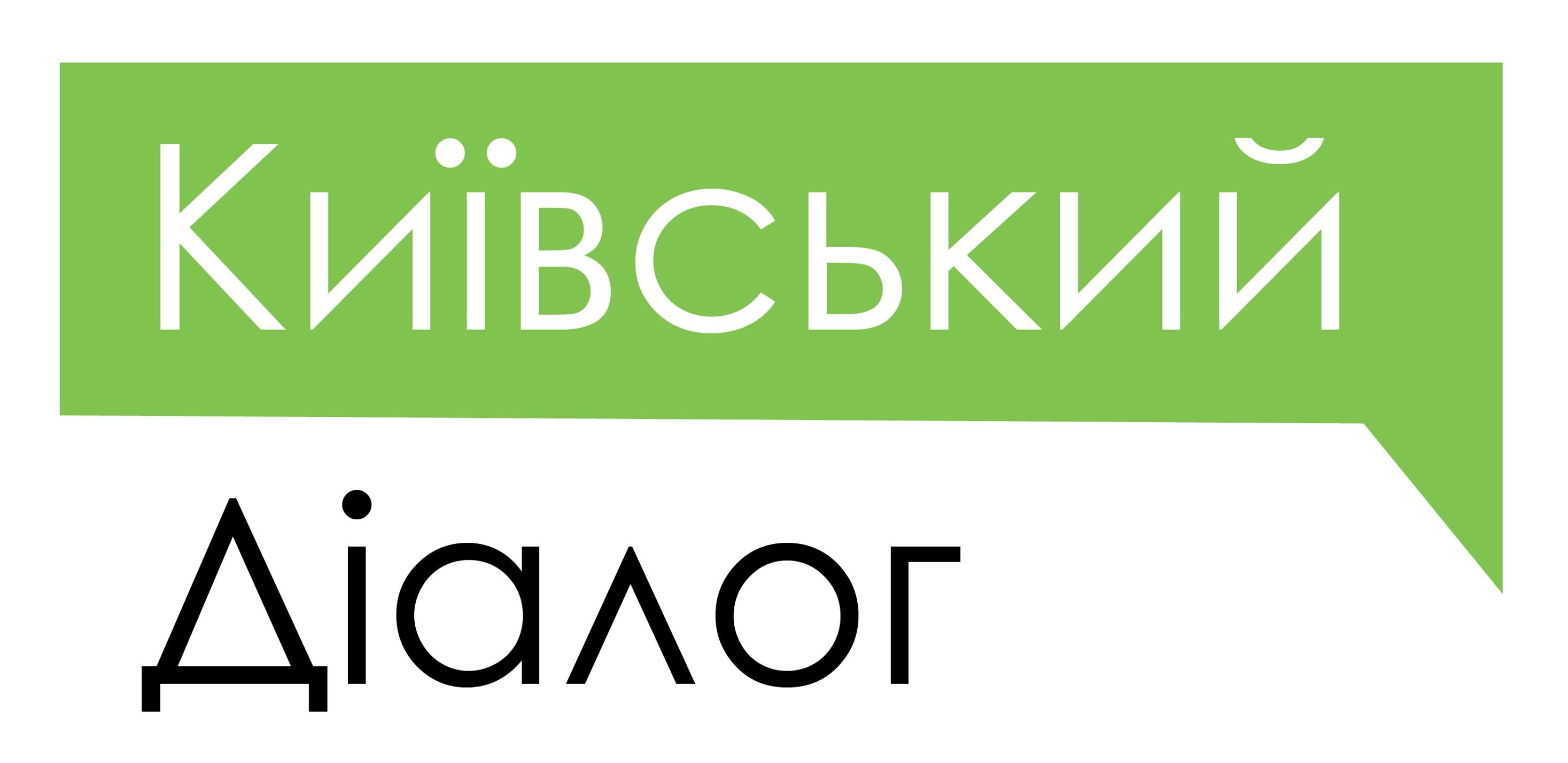
Лого проекту

Київський Діалог — це німецько-українська платформа для діалогу та обміну досвідом, яка об'єднує мультиплікаторів зі сфери політики, бізнесу, медіа та громадянського суспільства Німеччини та України. Основною метою проєкту є сприяння демократичному розвитку України.
Київський Діалог був започаткований у 2005 році відразу після «Помаранчевої революції» в Україні. З 2014 року були відкриті представництва в Харкові, Одесі, Дніпрі, Івано-Франківську та Черкасах, де відбулася низка публічних дискусій на суспільно важливі теми. Управління Київським Діалогом здійснюється в Берліні та Києві.
У травні 2017 року Київський Діалог значно розширив свою діяльність, що стало можливим завдяки підтримці Міністерства закордонних справ Німеччини. До його роботи були залучені нові міста України: Львів, Миколаїв, Маріуполь та Слов'янськ. Метою нової програми Київського Діалогу стало забезпечення громадян близько 40 міст середньої величини у восьми цільових регіонах України знаннями та навичками щодо участі населення в суспільно-політичних процесах і контактами з українськими та європейськими експертами в галузі розвитку демократії на місцевому рівні. Ця діяльність покликана організувати та прискорити обмін досвідом в проведенні демократичних реформ на регіональному рівні, а також у здійсненні громадського контролю за органами влади. Окрім цього, у всіх цільових регіонах проєкт поставив собі за мету надавати підтримку молодим громадським активістам і активісткам у реалізації власних ідей задля створення орієнтованих на громадян, наповнених життям громад. Таким чином діяльність Київського Діалогу супроводжує реформу децентралізації, яку характеризують, як найбільш успішну реформу в Україні після Революції Гідності.
Київський Діалог також активно розвиває свою діяльність у Німеччині з метою сприяння кращому розумінню України та процесів, які вона переживає з часів Революції Гідності, а також поглиблення діалогу між німецьким та українським суспільством. Проєктом регулярно організовуються публічні дискусії за участю українських політиків, експертів, активістів у різних містах Німеччини.
З моменту свого створення проєкт виступає за підтримку та зміцнення проєвропейського курсу України та підвищення обізнаності українських громадян про європейські процеси та цінності. Водночас Київський Діалог намагається сприяти поширенню знань про Україну в Німеччині та розвитку конструктивної кооперації між українським та німецьким громадянським суспільством.
Основними інструментами діяльності Київського Діалогу є міжнародні конференції, експертні зустрічі, подіумні дискусії, тренінги як для представників державних структур, так і для громадських активістів та підтримка молодіжних ініціатив через мінігранти. Проєкт також є відомий в Україні завдяки своїм регулярним мережуванням, які проходять в різних містах країни. Їх метою є нетворкінг активних людей з різних областей України, які зацікавлені в позитивних змінах та орієнтовані на реформи у своїх регіонах. Такі мережування покликані з одного боку познайомити учасників з різних міст з успішними досвідами їх співгромадян та надати простір для пошуку спільних рішень для схожих проблем, з іншого боку вони дають поштовх для діалогу між представниками місцевих адміністрацій та громадянського суспільства.

### Річні конференції
В перші роки свого існування проєкт Київський Діалог був в першу чергу відомий завдяки своїм річним конференціям, які проходили в Києві та Берліні через рік. Не дивлячись на те, що проєкт значно розширив свою діяльність порівняно з першим періодом його функціонування, щорічні міжнародні конференції залишаються важливою подією, в яких беруть участь представники та представниці політики, громадянського суспільства та медіа з України та Німеччини. У 2017 році тема конференції звучала як «Громадяни чи населення? Як створити місто, в якому хочеться жити» та проходила 27—28 жовтня в Києві. Конференція 2018 року проходитиме в Берліні.

### Мінігранти
Перший конкурс мінігрантів Київський Діалог провів у 2015 році. У 2017 році конкурсів було проведено два конкурси, з результатами яких було надано гранти 24 проєктам. У кінці 2017 року було оголошено новий конкурс, який проходить у два етапи. Переможці першого етапу, конкурсу проєктних ідей, можуть оформити свої ідеї в проєктну заявку та подати її на другий етап конкурсу.
Основна ідея конкурсу мінігрантів полягає в підтримці проєктів, які сприяють соціальній згуртованості, взаєморозумінню у громаді, покращенню міського середовища та розв'язанню конкретних проблем місцевих громад. Проєкти мають передбачати використання механізмів громадської участі, важливим моментом є також активне залучення до їх реалізації молоді. Тематика проєктів має бути спрямована на міський розвиток. Участь в конкурсі можуть брати неприбуткові громадські організації або благодійні фонди. Також проєктну ідею на конкурс можуть подавати ініціативні групи громадян у партнерстві з офіційно зареєстрованими громадськими організаціями або благодійними фондами.